# Старый тоннель под Эльбой
Старый тоннель под Эльбой в Гамбурге, Федеративная республика Германия — один из самых старых подводных тоннелей Европы, памятник инженерной мысли начала XX века, функционирующий до настоящего времени.

## Предыстория строительства
В конце XIX века Гамбургский грузовой порт St. Pauli, располагавшийся на правом берегу Эльбы, перестал справляться с объёмом перегружаемых грузов, и его начали расширять за счёт территорий, находящихся на противоположной стороне реки — в районе Штайнвердер. К 1895 году в новой части порта работало уже 20 тысяч докеров, которым было необходимо каждое утро попадать на работу и каждый вечер возвращаться домой. Паромы, курсирующие поперёк русла реки, стали серьёзной помехой для движения грузовых судов и пассажирских лайнеров, приходящих в порт Гамбурга. Проблемой являлась также зависимость паромного сообщения от погоды (например, во время ледохода часть паромов не могли выходить на реку). В то же самое время для того, чтобы попасть к новым территориям порта по суше, через единственный мост, требовалось проделать путь около 12 километров.
Отсутствие удобного пути к рабочим площадкам вызывало серьёзную социальную напряжённость. Существующие паромы всё хуже и хуже справлялись с постоянно увеличивающимся пассажиропотоком. Мало того, что портовым рабочим приходилось по нескольку часов ждать своей очереди на паром, при переправе они не были защищены от солнца и осадков. Произошло несколько несчастных случаев, связанных со столкновениями паромов и морских судов. Всё это стало одной из основных причин забастовки докеров 1896 года.
Было рассмотрено множество способов решения проблемы. Мост, позволяющий проходить океанским судам, должен был бы иметь высоту 55 метров. Помимо того, что столь высокий мост имел бы колоссальную стоимость, он потребовал бы длинных пандусов, которые в условиях плотной застройки центра Гамбурга было бы просто негде разместить. Поворотный мост занимал бы много места и мешал судоходству по Эльбе. Изучался также вариант канатной дороги, но в 1901 году гамбургский Сенат принял решение о строительстве тоннеля под руслом реки по примеру туннеля под рекой Клайд в Глазго. Было выбрано одно из самых узких мест Эльбы — протяжённость туннеля составила 426,5 метров.

## История тоннеля
В 1907 году началось строительство тоннеля по проекту инженера Людвига Вендемута. Руководство строительством осуществлял Отто Штокхаузен. Проходческий щит представлял собой отрезок трубы диаметром 6 метров, равным внешнему диаметру тоннеля. Щит подавался вперёд с помощью домкратов, грунт извлекался наружу, стены тоннеля позади щита сразу же бетонировали. Для того, чтобы в штольню не проникала вода, в ней постоянно поддерживалось повышенное давление воздуха. По этой причине ряд рабочих были подвержены кессонной болезни, трое из них погибли, несколько сотен серьёзно пострадали.
К 1911 году работы были завершены. Всего на строительство тоннеля было нанято 4400 работников. Общая стоимость сооружения составила 10,7 миллионов золотых марок. Однако несмотря на огромную стоимость, тоннель доказал свою экономическую эффективность. Имея пропускную способность до 14 тысяч человек в час, он в течение нескольких десятков лет переправлял на противоположный берег 20 миллионов человек ежегодно.
Перед открытием тоннеля была напряжённая дискуссия о стоимости пользования тоннелем. Социал-демократам в Сенате Гамбурга удалось настоять на том, чтобы переправа по тоннелю для пешеходов была бесплатной. Стоимость проезда легкового автомобиля, порожнего грузовика, конного экипажа или повозки, запряжённой ослом, была определена в 50 пфеннигов; гружёные машины оплачивали проезд в зависимости от массы груза.
Лишь в 1970-е годы с введением в строй нового восьмиполосного автомобильного тоннеля под Эльбой значение старого тоннеля стало уменьшаться и перешло скорее в инженерно-историческую плоскость. Примерно в это же время, благодаря контейнерным перевозкам и автоматизации логистического процесса стало уменьшаться количество докеров.
Тем не менее, и в настоящее время тоннель выполняет транспортную функцию. Ежегодно с его помощью Эльбу пересекает 220 тысяч автомобилей, 60 тысяч велосипедов, 700 тысяч пешеходов. Для автомобилей (ширина которых не должна превышать 1,9 метра) тоннель открыт в дневное время по будням, стоимость проезда составляет 2 евро; для пешеходов и велосипедистов тоннель работает круглосуточно и бесплатно.
С 2003 года сооружение находится под охраной государства как историко-культурный памятник. 7 сентября 2011 года — к столетию со дня открытия тоннеля — он был признан «историческим символом инженерно-строительного искусства Германии». В таковом качестве тоннель играет роль не только транспортного сооружения, но и объекта культуры. Ежегодно в последнее воскресенье января проводится марафонский забег, участники которого должны пересечь Эльбу по тоннелю в общей сложности 48 раз. В мае-июне в тоннеле организуется выставка современного искусства ElbArt. В честь столетнего юбилея Старого тоннеля министерство финансов Германии выпустило памятную серебряную монету 10 евро.

## Устройство тоннеля
Тоннель длиной 426,5 метров состоит из двух параллельных ходов внутренним диаметром 4,8 метров каждый. Он изначально проектировался не только как пешеходный, но также для перемещения автомобилей (которых в начале XX века было не так уж много) и конных экипажей. В связи с этим высота тоннеля сделана достаточной для того, чтобы кучер мог размахнуться хлыстом. Потолок тоннеля первоначально находился на 18 метров ниже уровня воды и в трёх метрах от дна Эльбы. Когда в 1980-х годах проводились работы по углублению фарватера, расстояние от тоннеля до дна реки сократилось до одного метра, и свод тоннеля был дополнительно укреплён железобетонными плитами.
Отличительной особенностью Старого Гамбургского тоннеля является отсутствие подъездных путей — люди и автомобили попадают в тоннель с обоих берегов реки путём подъёма и спуска на лифте. В этих целях каждый из входов в тоннель оборудован четырьмя грузовыми и двумя пассажирскими подъёмниками, функционировавшими без замены более 90 лет. Лишь в 2000-х годах в ходе реконструкции несущие конструкции подъёмников были заменены. Каждый из грузовых подъёмников рассчитан на перемещение одного автомобиля длиной до 9 метров и массой до 10 тонн. Пешеходы могут также спуститься в тоннель по лестницам, пристроенным вдоль стен подъёмных шахт.
Северный вход в тоннель расположен в богато украшенной кирпичной ротонде под медным куполом, с треугольным фронтоном и колоннами. Южный вход был частично разрушен во время англо-американских налётов второй мировой войны и воссоздан в более скромном виде.
Своды тоннеля отделаны керамической плиткой. Стены украшены рядом барельефов из майолики, в основном на морскую и арктическую тематику.
Циркуляция воздуха обеспечивается турбинами, установленными под потолком. Тоннель разделён на тротуары и проезжую часть, оборудованную лежачими полицейскими.

## Галерея

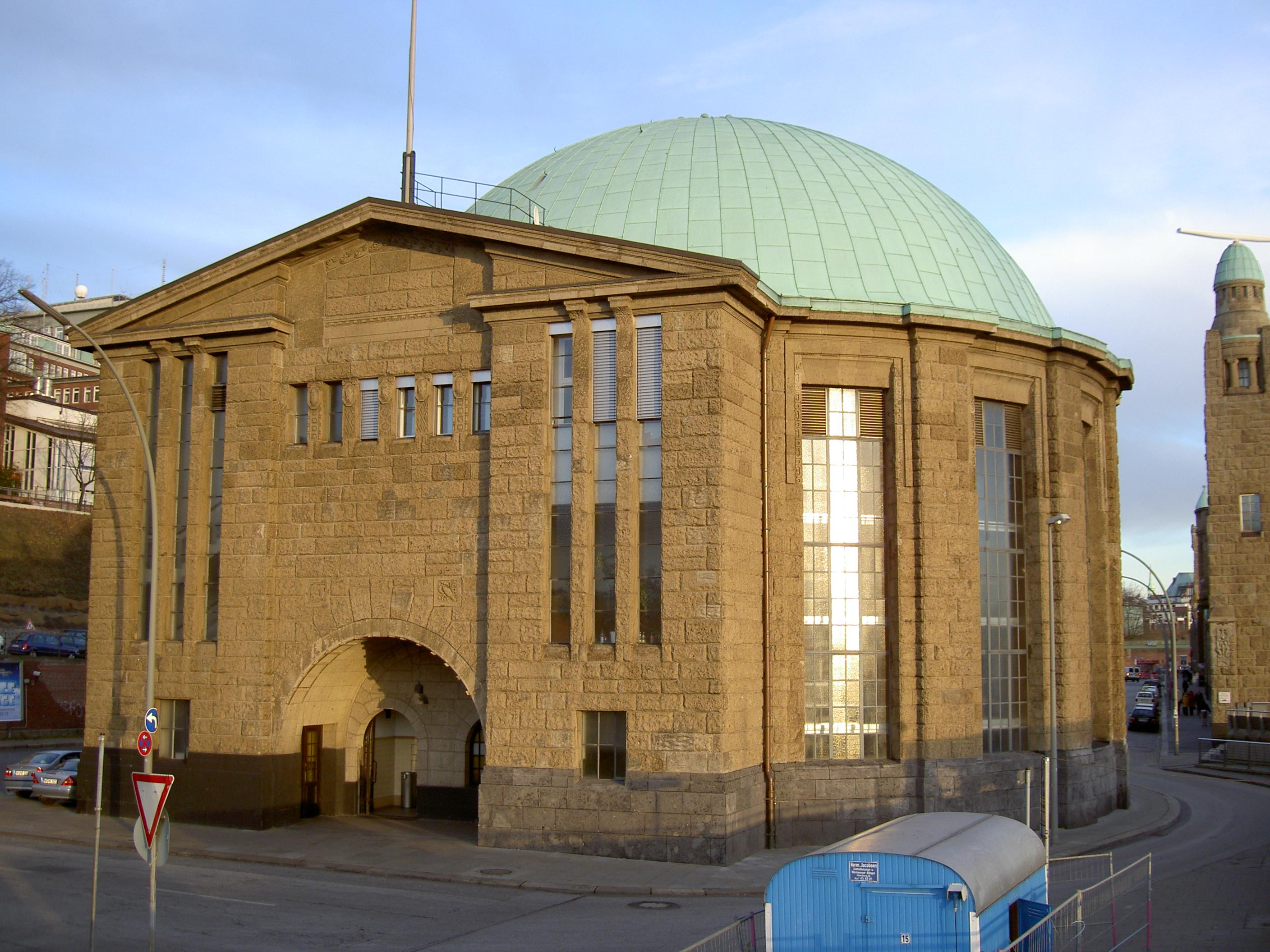
Северный портал тоннеля
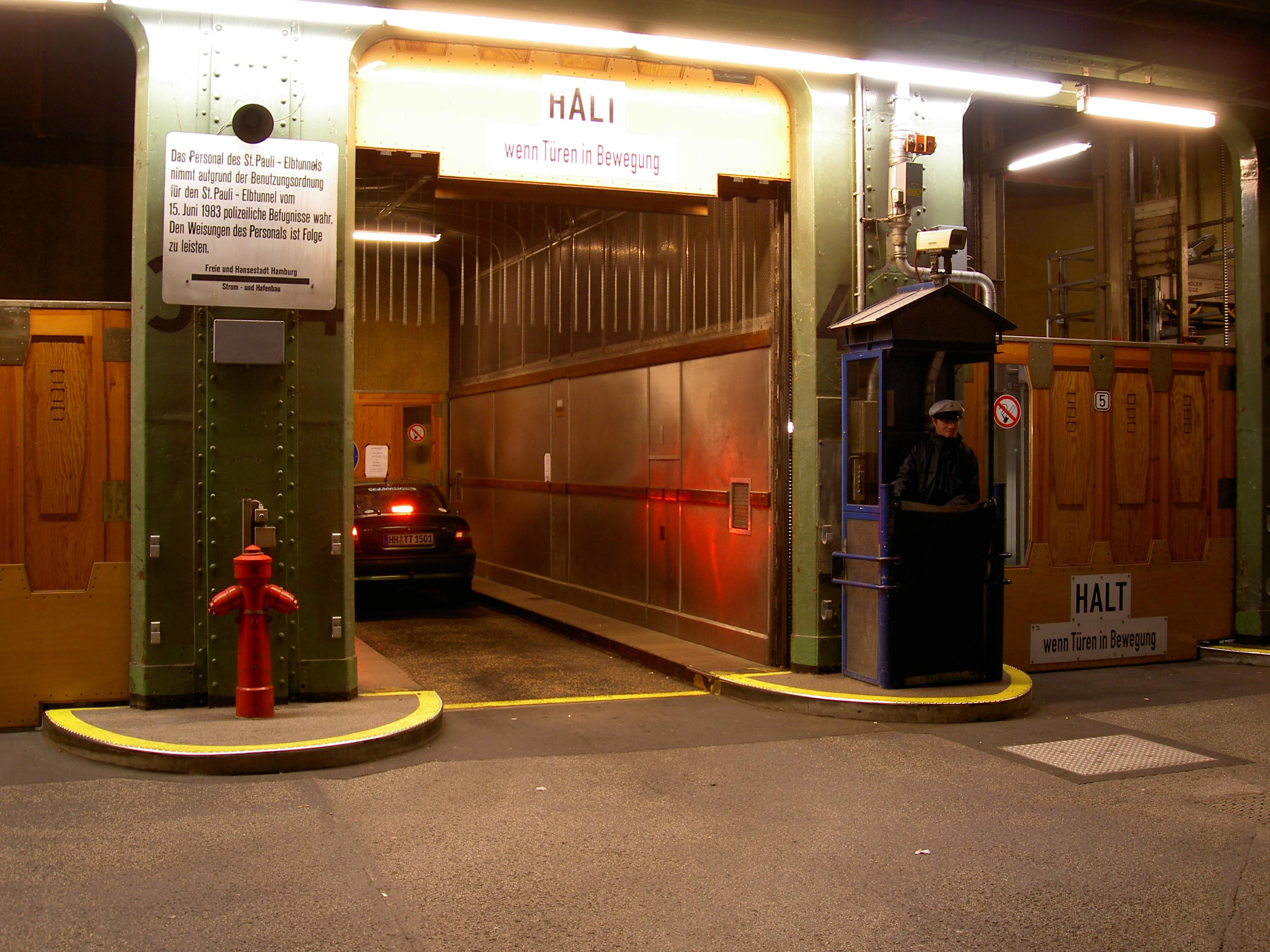
Въезд в лифтовую кабину
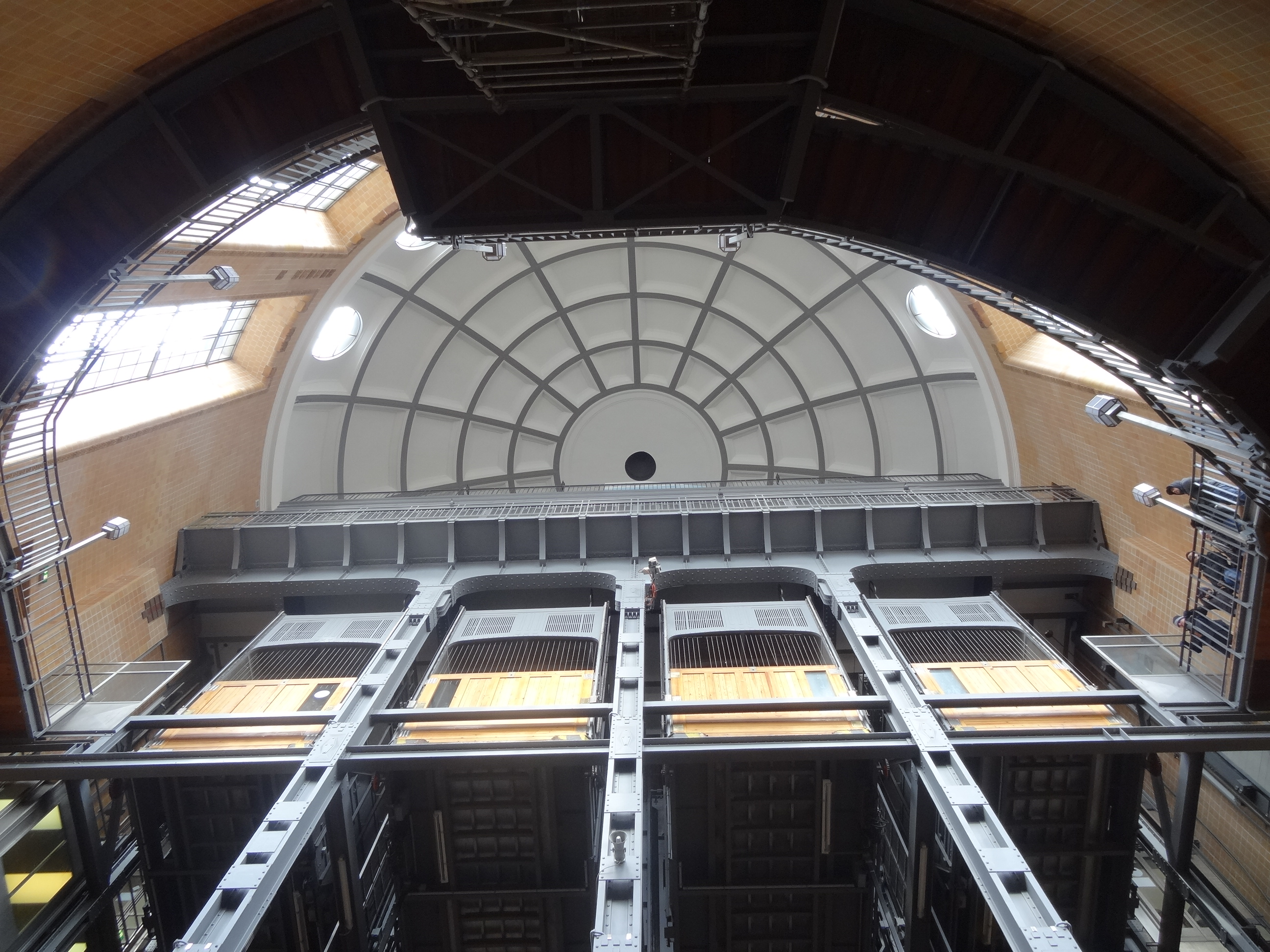
Вид снизу на лифтовые кабины
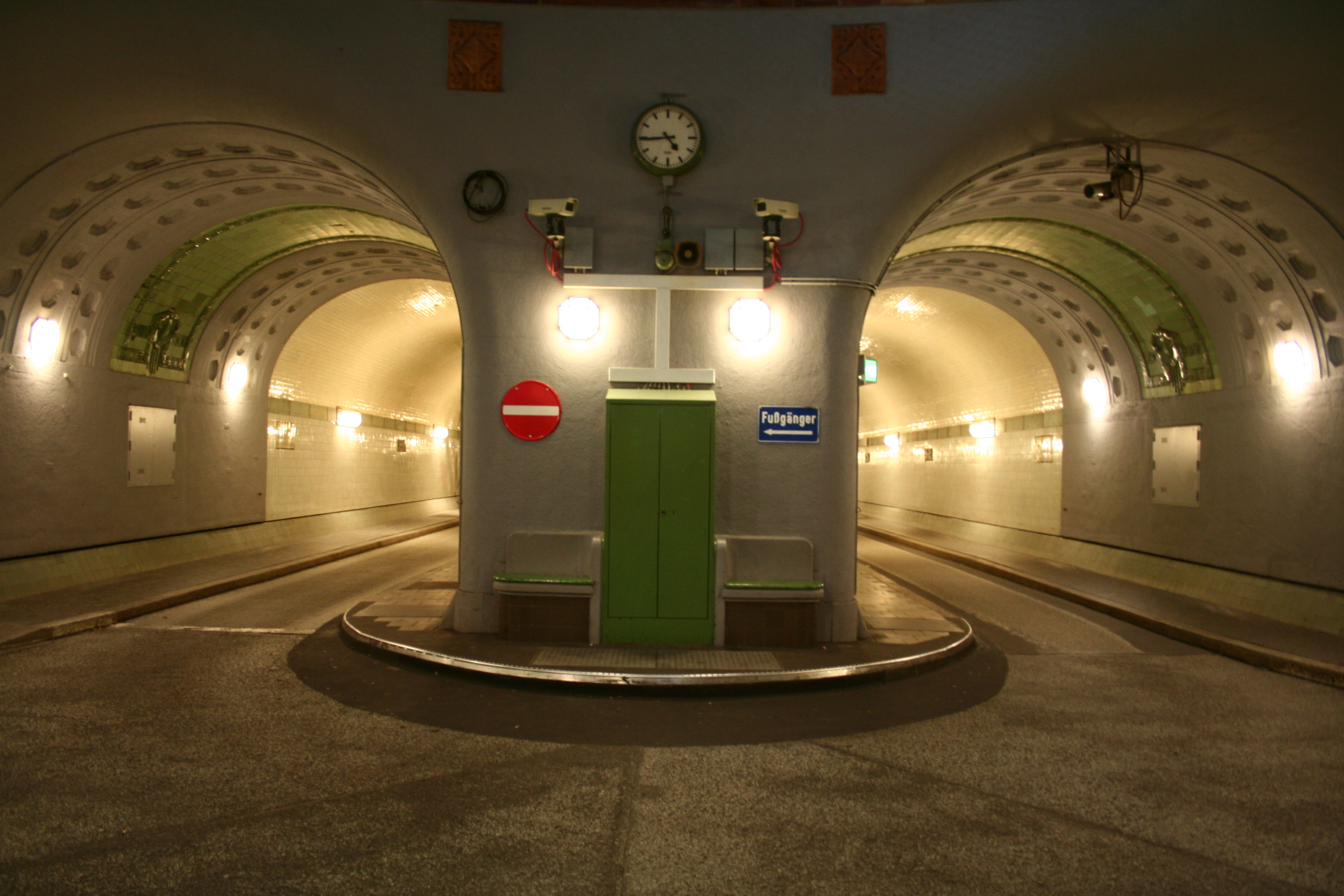
Вход в тоннель
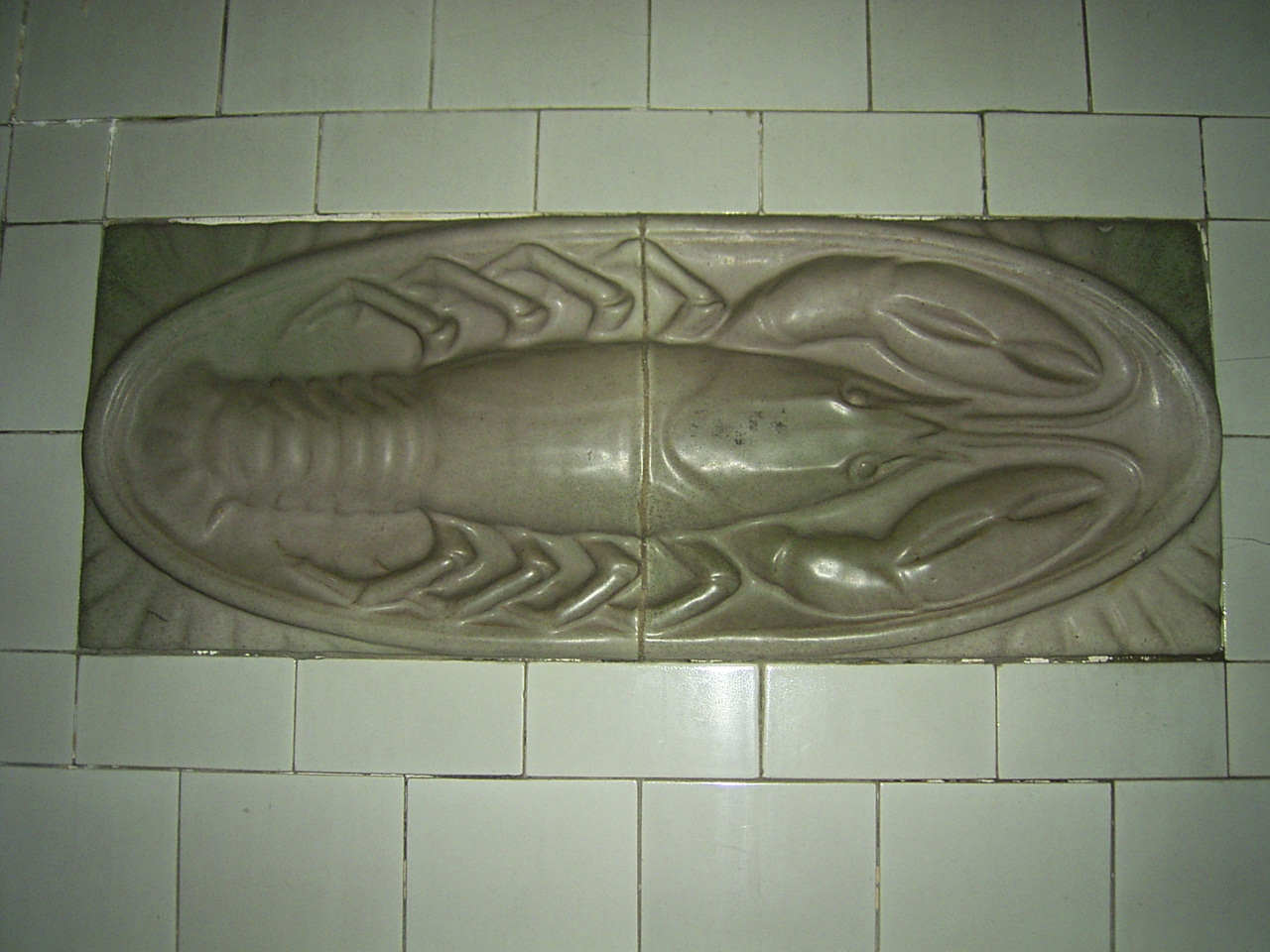
Майолика на стене тоннеля